# Родина (Башкортостан)
Родина (баш. Родина, Ватан) — село в Гафурийском районе Башкортостана, входит в состав Табынского сельсовета.

## Население
| 2002 | 2009 | 2010 |
| ---- | ---- | ---- |
| 794  | ↘774 | ↘703 |

Согласно переписи 2002 года, преобладающие национальности — русские (38 %), башкиры (16 %), татары (20 %).

## Географическое положение
На территории села протекает река Усолка.
Расстояние до:
- районного центра (Красноусольский): 7 км,
- центра сельсовета (Табынское): 8 км,
- ближайшей ж/д станции (Белое Озеро): 27 км,
- ближайшего города (Стерлитамак) 58 км.

## Инфраструктура
Агрофирма: птицеводческая ферма, зерноток, яйцеселад, инкубаторий. Сельский клуб, магазин "Дружба", магазин "Родничок", водонапорная башня, школа, детский сад, медпункт, почта.